# Wartenberg (Eisenach)
Der Wartenberg ist ein 333,2 m ü. NHN hoher Berg im Norden der Wartburgstadt Eisenach im Wartburgkreis in Thüringen.

## Topographie
Der Wartenberg ist ein aus Muschelkalk bestehender, ost-west-orientierter Berg, der den Eisenacher Talkessel am Creuzburg–Eisenacher Graben nach Norden begrenzt. Seine östlichen Ausläufer sind der Landgrafenberg (306,3 m ü. NHN) und das Eichhölzchen. Über den Landgrafenberg verläuft die Gemarkungsgrenze der Stadt Eisenach. Der obere Südhang des Wartenbergs ist bewaldet, über den mittleren Südhang verläuft die Trasse der Bundesstraße 19, die das im Norden der Eisenacher Kernstadt liegende Wohngebiet Am Wartenberg, das sich von der Hörsel hangaufwärts erstreckt, nördlich begrenzt. 
Die Nordseite des Wartenberges ist teils Weidegelände, teils Ödland (aufgelassenes Militärgelände); der nordöstliche Flurteil gehört zum Eisenacher Gewerbegebiet Auf dem Wartenberg.

## Geschichte
Der Flurname Wartenberg verweist auf eine hier platzierte hochmittelalterliche Warte der Eisenacher Stadtbefestigung.

### Wüstung Frohnishof
Der westliche und nördliche Teil des Landgrafenberges gehörte bis Mitte des 19. Jahrhunderts zur Gemarkung des Frohnishofes, die Gebäude dieser Kleinsiedlung, sowie ein Gehöft Kottenhof am Westhang des Wartenberges wurden abgerissen und in die Gemarkung Stregda überführt.

### Das Wartburgfest 1817

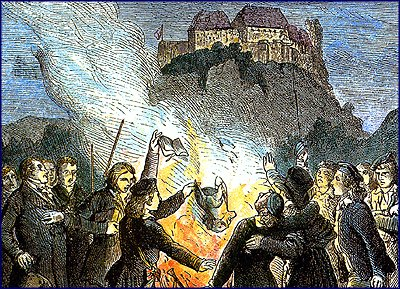
Burschenschaften verbrannten am 18. Oktober 1817 Bücher auf dem Wartburgfest

Am 18. Oktober 1817 fand im Rahmen des ersten Wartburgfestes auf dem Gipfel eine nächtliche Demonstration fortschrittlicher deutscher Studenten mit Brandreden und einer Bücherverbrennung im Scheiterhaufen statt, wobei symbolisch ein hessischer Militärzopf, ein österreichischer Korporalstock, ein preußischer Ulanen-Schnürleib und reaktionäre Bücher in das lodernde Feuer geworfen wurden.

### Der Eisenacher Bismarckturm
An Stelle des hier bereits geplanten Burschenschaftsdenkmals wurde im Jahr 1902 auf dem Wartenberg der Eisenacher Bismarckturm erbaut. Etwas unterhalb entstand um 1910 die Bismarckhütte, erbaut von den Eisenacher Architekten Gebrüder Kehl. Als Attraktion dieses beliebten Ausflugsrestaurants, das über einen weit gerühmten Panoramablick verfügte, wurde auch ein Tiergarten angelegt.
Beim Bau der Autobahn (heutige Bundesstraße) über den Südhang des Berges wurde der stadtseitige Zugang zum Wartenberg durch eine Unterführung gesichert.

### Feldflugplatz Eisenach
Schon während des Ersten Weltkrieges wurde am Nordosthang des Wartenberges und des östlich anschließenden Landgrafenberges ein militärischer Feldflugplatz eingerichtet. Während des Zweiten Weltkrieges wurde der Bismarck-Turm als Beobachtungsturm der Luftaufklärung genutzt. Durch Beschuss amerikanischer Flugzeuge wurde er schwer beschädigt.

### Militärgelände

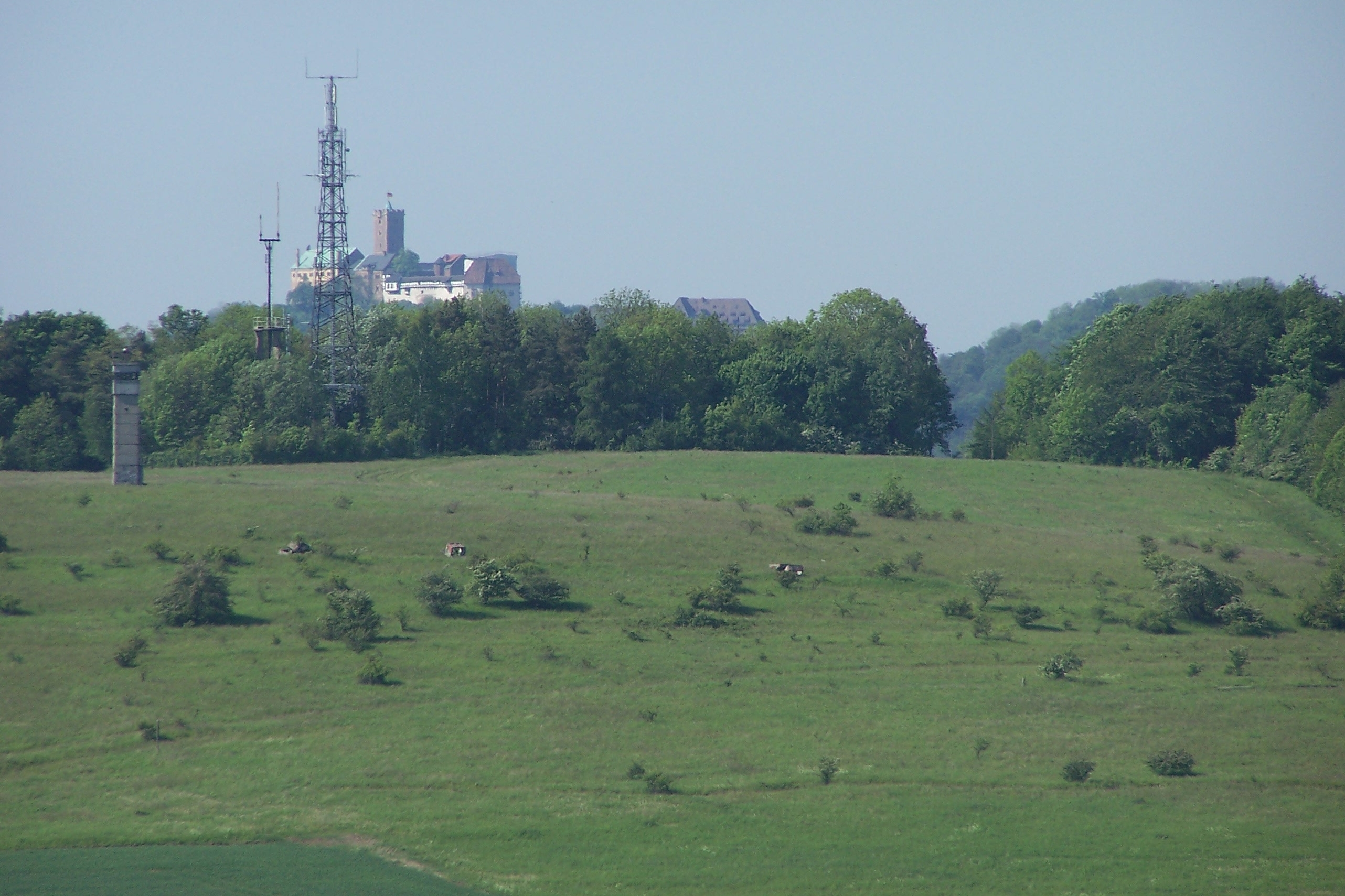
Der Wartenberg von Norden (2012), Antennenmasten und Reste der militärischen Bauten.

Im Jahre 1963 wurde die Denkmalruine auf Anordnung der örtlichen Behörden gesprengt. Zeitgleich begann man auf dem Nordhang des Wartenberges ein militärisches Ausbildungsgelände für das Eisenacher Grenzregiment zu schaffen, hiervon sind gegenwärtig noch ein Wachturm, Laufgräben und Bunkerreste zu besichtigen. Auf dem höchsten Punkt des Berges wurde ein Sendemast erbaut, er diente wohl zunächst den militärischen Erfordernissen.

### Zivile Sendeanlagen
| Programm       | Frequenz (MHz) | ERP (kW) |
| -------------- | -------------- | -------- |
| radio TOP 40   | 93,5           | 0,2      |
| Wartburg Radio | 96,5           | 0,2      |
| MDR Info       | 100            | 0,2      |
| DLF            | 106,5          | 0,5      |

Zur Verbesserung der TV-Empfangsqualität in der Eisenacher Südstadt wurde auf dem Wartenberg in den 1970er Jahren ein Füllsender in Betrieb genommen. Ein weiterer Sender diente (wahrscheinlich) dem Funkverkehr entlang der Transitstrecke auf der Bundesautobahn A 4 nach West-Berlin.
Er ist Standort einer Sendeanlage mit einem freistehenden Stahlfachwerkturm und einen kleinen, architektonisch interessanten Betonturm, der möglicherweise ursprünglich für einen anderen Zweck errichtet wurde und heute dem Mobilfunk dient.

## Trivia
Der Wartenberg ist namensgebend für die Mensa am Wartenberg, die in die duale Hochschule Eisenach eingegliedert ist. Diese ist Teil des Studierendenwerkes Thüringen. Demnach erhalten Studenten aus ganz Thüringen dort einen vergünstigten Preis.

## Karten
- Topographische Karte 1:25 000: TK25 - Blatt 4927 Creuzburg Thüringer Landesvermessungsamt Erfurt 1992, ISBN 3-86140-202-5
- Topographische Karte 1:25 000: TK25 - Blatt 5027 Eisenach Thüringer Landesvermessungsamt, Erfurt 1994, ISBN 3-86140-047-2